# Landesregierung Gleißner III
Die Landesregierung Gleißner III unter Landeshauptmann Heinrich Gleißner (ÖVP) war die von der amerikanischen Besatzungsmacht ernannte provisorische (politische) Oberösterreichische Landesregierung. Sie amtierte vom 26. Oktober 1945 bis zum 12. Dezember 1945 und löste die Landesregierung Eigl (Beamtenregierung) ab.

## Regierungsmitglieder
| Amt                            | Name              | Partei | Zuständigkeitsbereiche      |
| ------------------------------ | ----------------- | ------ | --------------------------- |
| Landeshauptmann                | Heinrich Gleißner | ÖVP    |                             |
| Landeshauptmann-Stellvertreter | Ludwig Bernaschek | SPÖ    |                             |
| Landeshauptmann-Stellvertreter | Franz Haider      | KPÖ    |                             |
| Landeshauptmann-Stellvertreter | Franz Lorenzoni   | ÖVP    |                             |
| Landesrat                      | Johann Blöchl     | ÖVP    | Zivilverwaltung Mühlviertel |
| Landesrat                      | Jakob Mayr        | ÖVP    |                             |
| Landesrat                      | Franz Schütz      | ÖVP    |                             |
| Landesrat                      | Anton Weidinger   | SPÖ    |                             |
| Landesrat                      | Alois Wimberger   | SPÖ    |                             |